# لوزی‌ماهی خالدار
لوزی‌ماهی خالدار (نام علمی: Verasper variegatus) نام گونه‌ای از تیره کفشک‌ماهیان راست‌روی است.